# 신원섭
신원섭(申元燮, 1959년 9월 15일 ~ )은 충북대학교 산림과학부 교수를 지낸 대한민국의 산림학자로 박근혜 정부에서 산림청장을 지냈다. 본관은 평산이며, 충청북도 진천군 출생이다.

## 학력
- 1978년 : 운호고등학교 졸업
- 1985년 : 충북대학교 임학 학사
- 1988년 : 뉴브런즈윅대학교 대학원 임학 석사
- 1992년 : 토론토 대학교 대학원 임학 박사

## 경력
- 1993년 : 충북대학교 농과대학 산림과학부 전임강사
- 충북대학교 농과대학 산림과학부 조교수
- 1996년 ~ 1997년 : 미국 아이다호대학교 방문교수
- 1998년 ~ 2000년 : 충북대학교 농과대학 산림과학부장
- 1998년 12월 ~ 1999년 2월 : 핀란드 국립산림과학원 방문연구원
- 충북대학교 농과대학 산림과학부 부교수
- 2001년 ~ 2003년 : 충북대학교 농과대학 부속연습림장
- 2003년 ~ 2004년 : 캐나다 브리티시컬럼비아대학교 방문교수
- 산림청 임정평가위원회 위원
- 한국산림치유포럼 부회장
- 충북대학교 대학원 산림치유학과 교수
- ~ 2013년 3월 : 충북대학교 농과대학 산림과학부 정교수
- 2013년 3월 ~ 2017년 7월 : 제30대 산림청장
- 2017년 ~ : 충북대학교 농업생명환경대학 산림학과 교수
- 2017년 ~ 2020년 : 유엔식량농업기구 산림위원회 의장

## 참고
| 전임 이돈구 | 제28대 산림청장 2013년 3월 18일 ~ 2017년 7월 17일 | 후임 김재현 |